# Soractellus nigrominutus
Soractellus nigrominutus är en insektsart som beskrevs av Evans 1966. Soractellus nigrominutus ingår i släktet Soractellus och familjen dvärgstritar. Inga underarter finns listade i Catalogue of Life.